# Odontaspis
Odontaspis is een geslacht van kraakbeenvissen uit de familie van tijgerhaaien (Odontaspididae) en de orde van makreelhaaien (Lamniformes).

## Soorten
- Odontaspis ferox (Risso, 1810) – Kleintandzandtijgerhaai
- Odontaspis noronhai (Maul, 1955) – Grootoogzandtijgerhaai